# BigBig Studios
BigBig Studios — компания, которая специализировалась на разработке компьютерных игр; являлась дочерним предприятием Sony Computer Entertainment. Была закрыта в 2012 году.

## История компании
BigBig Studios была основана в 2001 году группой бывших сотрудников студии Codemasters. Местом размещения офиса был выбран город Ройал-Лимингтон-Спа (англ. Royal Leamington Spa), находящийся в графстве Уорикшир, Великобритания.
BigBig Studios создана при вложении средств материнской компании Evolution Studios, которая позднее, вместе с BigBig, была поглощена Sony Computer Entertainment (SCE) — филиалом корпорации Sony.
За годы работы компанией было выпущено несколько игр, ориентированных на игровые приставки от Sony. Компания была закрыта в 2012 году.

## Разработанные игры
- 2005 — Pursuit Force (PSP)
- 2007 — Pursuit Force: Extreme Justice (PSP)
- 2009 — MotorStorm: Arctic Edge (PSP, PS2)
- 2012 — Little Deviants (PlayStation Vita)
- Статус неизвестен — WipEout (PSP)